# Vellerot-lès-Vercel
Vellerot-lès-Vercel ist eine französische Gemeinde mit 65 Einwohnern (Stand: 1. Januar 2022) im Département Doubs in der Region Bourgogne-Franche-Comté.

## Geographie
Vellerot-lès-Vercel liegt auf 625 m über dem Meeresspiegel, 14 Kilometer südsüdöstlich von Baume-les-Dames und etwa 32 Kilometer östlich der Stadt Besançon (Luftlinie). Das Dorf erstreckt sich im Jura, in einer Mulde auf dem Hochplateau von Villers östlich des Beckens von Orsans.
Das 4,57 km² große Gemeindegebiet umfasst einen Abschnitt des französischen Juras. Der Hauptteil des Gebietes wird von der Hochfläche von Villers eingenommen, die durchschnittlich auf 650 m liegt. Sie ist von Acker- und Wiesenland bestanden und fällt nach Norden zur Mulde von Landresse, nach Westen zum Becken von Orsans ab. Das Hochplateau besitzt keine oberirdischen Fließgewässer, weil das Niederschlagswasser im verkarsteten Untergrund versickert. Mit 703 m wird auf einer Anhöhe östlich des Dorfes die höchste Erhebung von Vellerot-lès-Vercel erreicht.
Nachbargemeinden von Vellerot-lès-Vercel sind Courtetain-et-Salans und Landresse im Norden, Villers-la-Combe im Osten, Villers-Chief im Süden sowie Bremondans und Orsans im Westen.

## Geschichte
Im Mittelalter gehörte Vellerot-lès-Vercel zur Herrschaft Passavant, die seit dem 14. Jahrhundert im Besitz der Herren von Montbéliard war. Zusammen mit der Franche-Comté kam das Dorf mit dem Frieden von Nimwegen 1678 zu Frankreich. Heute ist Vellerot-lès-Vercel Mitglied des Gemeindeverbandes Portes du Haut-Doubs.
Mit dem 1. Januar 2009 wurde die Arrondissementszugehörigkeit der Gemeinde geändert. Bislang zum Arrondissement Besançon gehörend, kamen alle Gemeinden des Kantons zum Arrondissement Pontarlier.

## Bevölkerung
| Jahr                       | 1962 | 1968 | 1975 | 1982 | 1990 | 1999 | 2006 | 2016 |
| Einwohner                  | 95   | 90   | 82   | 62   | 62   | 55   | 46   | 65   |
| Quellen: Cassini und INSEE |      |      |      |      |      |      |      |      |

Mit 65 Einwohnern (1. Januar 2022) gehört Vellerot-lès-Vercel zu den kleinsten Gemeinden des Départements Doubs. Nachdem 1881 noch 182 Personen gezählt worden waren, nahm die Einwohnerzahl im Lauf des 20. Jahrhunderts markant ab. Dieser Trend hält bis heute an.

## Wirtschaft und Infrastruktur
Vellerot-lès-Vercel war bis weit ins 20. Jahrhundert hinein ein vorwiegend durch die Landwirtschaft (Ackerbau, Obstbau und Viehzucht) geprägtes Dorf. Noch heute leben die Bewohner zur Hauptsache von der Tätigkeit im ersten Sektor. Außerhalb des primären Sektors gibt es fast keine Arbeitsplätze im Dorf. Einige Erwerbstätige sind auch Wegpendler, die in den umliegenden größeren Ortschaften ihrer Arbeit nachgehen.
Die Ortschaft liegt abseits der größeren Durchgangsstraßen an einer Departementsstraße, die von Vercel-Villedieu-le-Camp nach Vellevans führt. Eine weitere Straßenverbindung besteht mit Villers-la-Combe.